# G.957
 (octobre 2009).
Sa qualité peut être largement améliorée en utilisant un vocabulaire plus directement compréhensible.
G.957 est un standard de l'UIT-T définissant les caractéristiques des interfaces optiques pour des équipements liés à la hiérarchie numérique synchrone (SDH). Les interfaces G.957 sont utilisées, par exemple, pour l'interconnexion de multiplexeurs (ADM).